# Yaakov Margi
Ya'akov Margi (hébreu : יעקב מרגי), né le 18 novembre 1960 au Maroc, est un homme politique israélien, membre de la Knesset pour le parti ultra-orthodoxe Shas.

## Biographie
Il est né au Maroc, il fait son Alya en 1962 durant l'opération Yakhin.